# Malön, Orusts kommun
Malön är en ö med bebyggelse nordväst om Orust i Morlanda socken i Orusts kommun. Från 2023 avgränsar SCB här, tillsammans med bostäder  på södra Flatön, en småort.